# Arenigobius frenatus
Arenigobius frenatus és una espècie de peix de la família dels gòbids i de l'ordre dels perciformes.

## Morfologia
- Els mascles poden assolir 11 cm de longitud total.[2][3]

## Depredadors
És depredat per Arripis truttaceus, Trachurus declivis, Muraenichthys breviceps, Platycephalus bassensis, Platycephalus laevigatus i Asymbolus vincenti.

## Hàbitat
És un peix de clima temperat i demersal.

## Distribució geogràfica
Es troba al Pacífic occidental: l'est i el sud d'Austràlia.

## Observacions
És inofensiu per als humans.